# Live at Donington
Live at Donington este un album live al trupei britanice de heavy metal Iron Maiden. Albumul a fost lansat pe 8 noiembrie 1993 și a fost înregistrat pe 22 august la un concert al trupei în cadrul festivalului din satul Castle Donington din Regatul Unit, în fața a 70.000 de fani.
Piesa "Running Free" este cântată împreună cu Adrian Smith, la vremea aceea despărțit de trupă.
Versiunea din 1998 a albumului conține o altă coperta, în locul celei albe cu logo-ul trupei, a fost folosită imaginea ce apărea pe posterul concertului. De asemenea, tracklistul a fost rearanjat pentru a face loc secțiunii multimedia de pe discul al doilea.

## Tracklist

### Versiunea Originală

#### Disc 1
1. Be Quick or Be Dead
2. The Number of the Beast
3. Wrathchild
4. From Here to Eternity
5. Can I Play with Madness
6. Wasting Love
7. Tailgunner
8. The Evil That Men Do
9. Afraid to Shoot Strangers
10. Fear of the Dark

#### Disc 2
1. Bring Your Daughter...To the Slaughter
2. The Clairvoyant
3. Heaven Can Wait
4. Run to the Hills
5. 2 Minutes to Midnight
6. Iron Maiden
7. Hallowed Be Thy Name
8. The Trooper
9. Sanctuary
10. Running Free

### Versiunea Relansată

#### Disc 1
1. Be Quick or Be Dead
2. The Number of the Beast
3. Wrathchild
4. From Here to Eternity
5. Can I Play with Madness
6. Wasting Love
7. Tailgunner
8. The Evil That Men Do
9. Afraid to Shoot Strangers
10. Fear of the Dark
11. Bring Your Daughter...To the Slaughter
12. The Clairvoyant
13. Heaven Can Wait
14. Run to the Hills

#### Disc 2
1. 2 Minutes to Midnight
2. Iron Maiden
3. Hallowed Be Thy Name
4. The Trooper
5. Sanctuary
6. Running Free

## Componență
- Bruce Dickinson - voce
- Steve Harris - bas
- Janick Gers - chitară
- Dave Murray - chitară
- Nicko McBrain - baterie

invitat
- Adrian Smith - chitară pe "Running Free"